# سادلینکی
سادلینکی (به لهستانی:  Sadlinki) یک روستا در لهستان است که در گمینا سادلینکی واقع شده‌است. سادلینکی ۱٬۷۸۵ نفر جمعیت دارد.